# Гихум
Гихум (нем. Gyhum) — община в Германии, в земле Нижняя Саксония.
Входит в состав района Ротенбург-на-Вюмме. Подчиняется управлению Цефен. Население составляет 2360 человек (на 31 декабря 2010 года). Занимает площадь 48,44 км².
Коммуна подразделяется на 5 сельских округов.